# 維多利亞公園游泳池

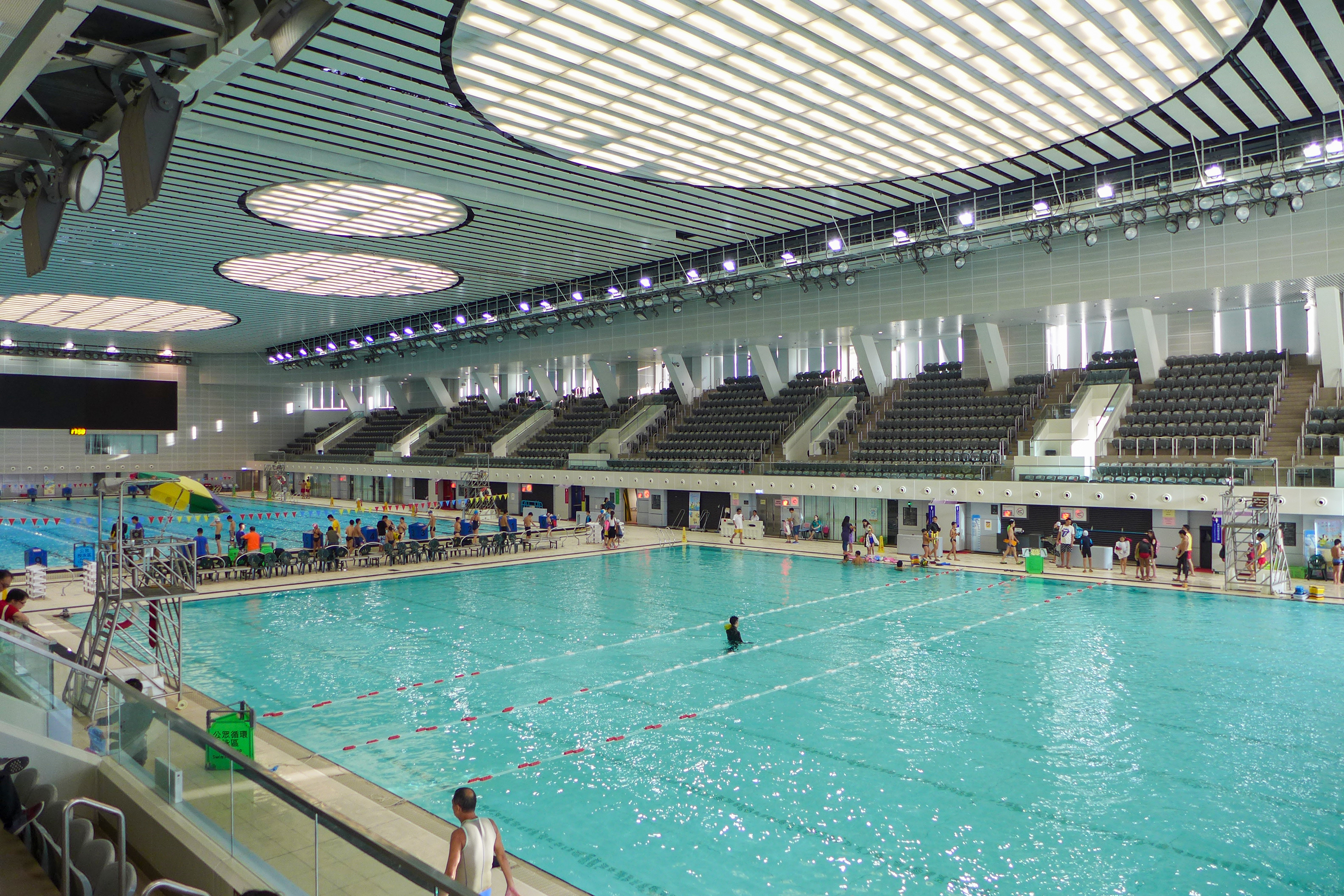
維多利亞公園游泳池入口

維多利亞公園游泳池（英語：Victoria Park Swimming Pool）位於香港香港島灣仔區銅鑼灣興發街維多利亞公園的東北面，舊游泳池於1957年10月16日啟用，於2013年9月16日由新游泳池取代。維多利亞游泳池為香港首座公共游泳池，新舊場館游泳池均為香港水深最深、提供最多座席的游泳池場館，為東區3座公眾游泳池之一，由康樂及文化事務署管理。

## 歷史

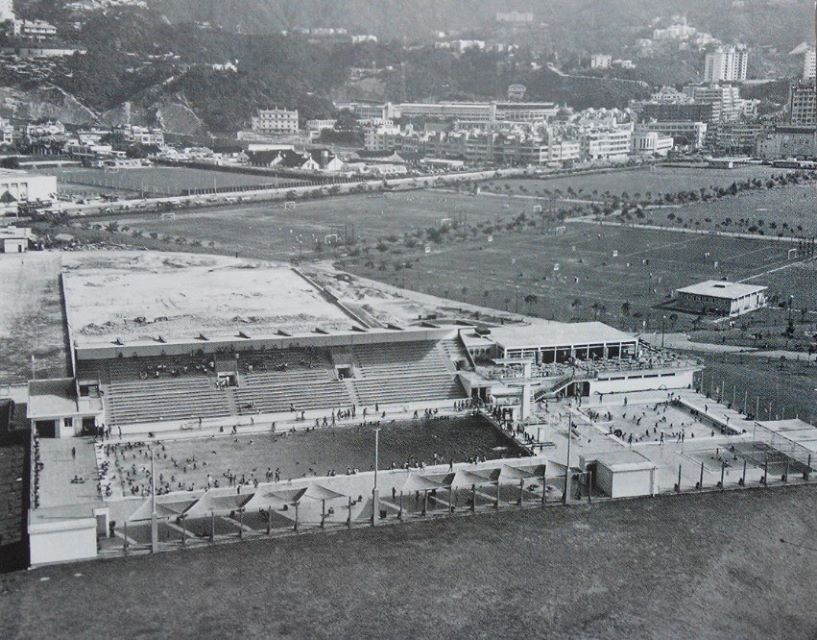
1957年的維多利亞公園泳池

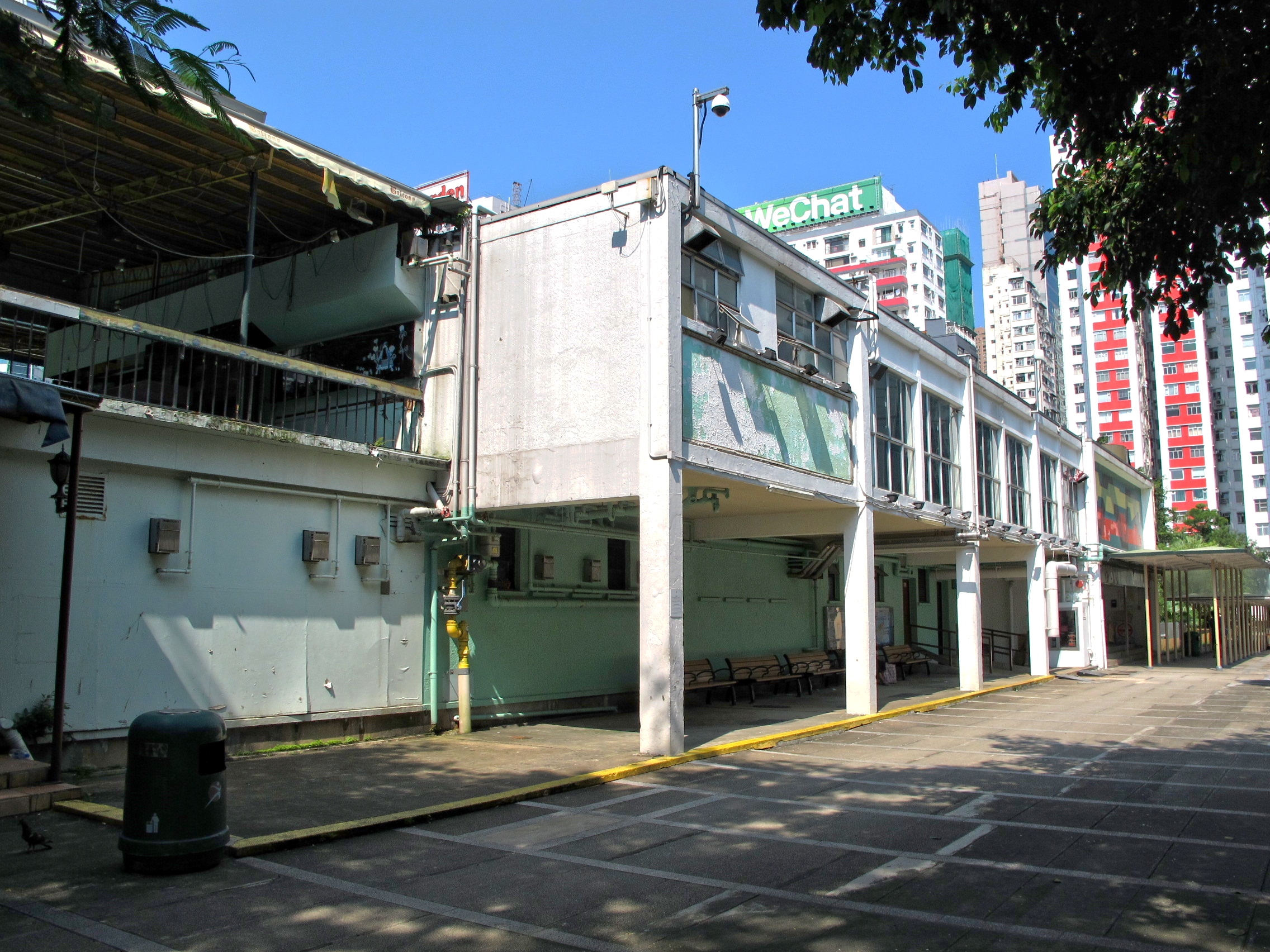
舊維多利亞公園游泳池外觀（2013年）

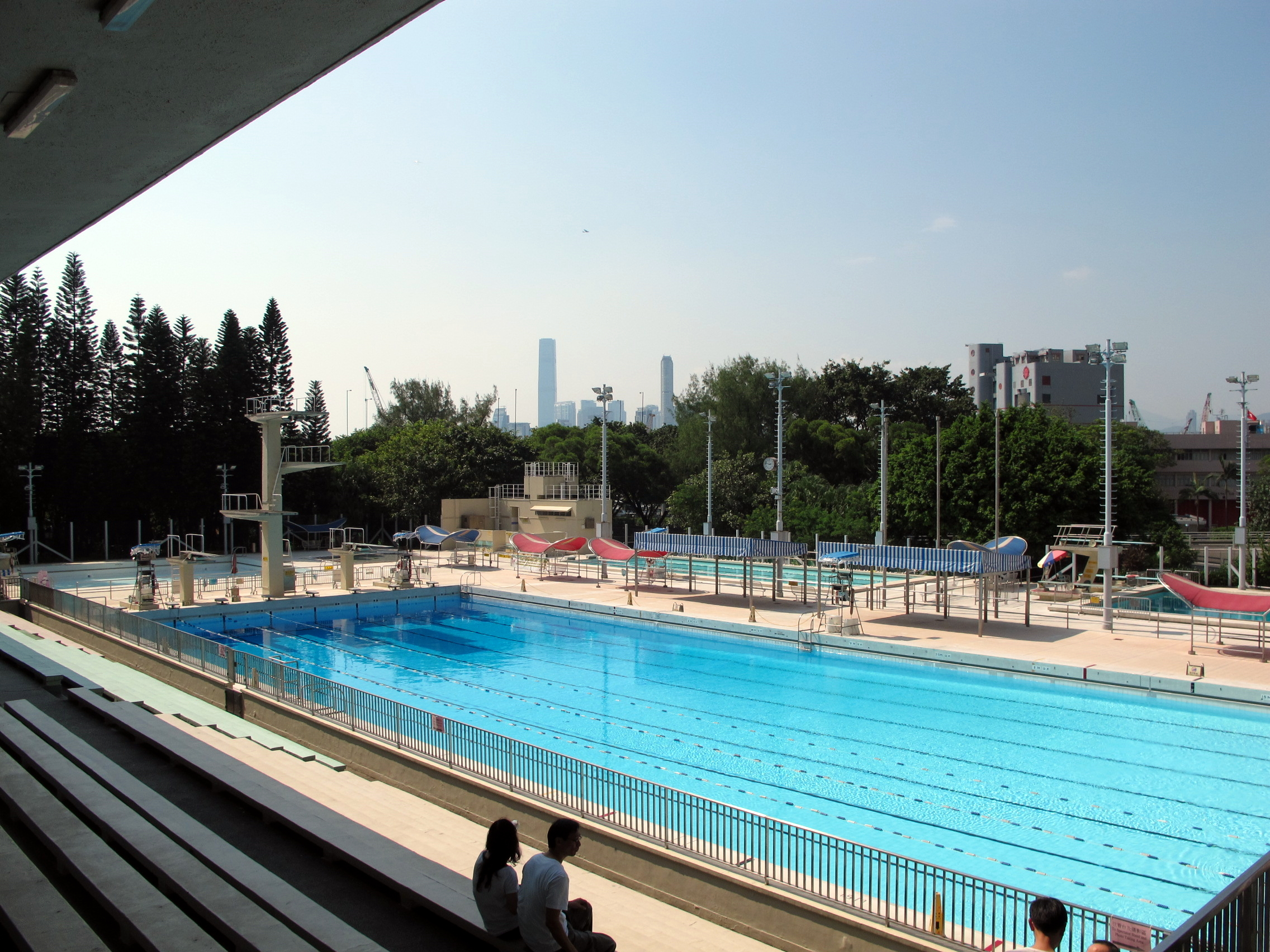
舊維多利亞公園游泳池（2013年）

游泳池由英皇御准香港賽馬會捐助130萬港元興建，原定於1957年9月25日開幕，後來推遲至同年10月16日早上六時半開幕，為全香港首座公共游泳池。開幕當日由時任香港總督葛量洪主持，另外提供拯溺表演、花式跳水表演及香港警察樂隊奏樂助慶。當時的入場費用為14歲以上5毫港元、14歲以下3毫港元。當時，維多利亞公園游泳池只有主池及兒童池，主池西端水深5米之處作為高台跳水用途。泳池除了供予市民消閒游泳，也可以用作舉辦游泳、跳水及水球等比賽。
隨著1970年代後期，跳水池和訓練池的添置，跳水池取代了於主池跳水的功能，主池亦因此成為全香港公共游泳池中最深水的主池（水深5米）。
由於位置優越，2008年的維多利亞公園游泳池總入場人次達到約344,430人。

### 重建工程

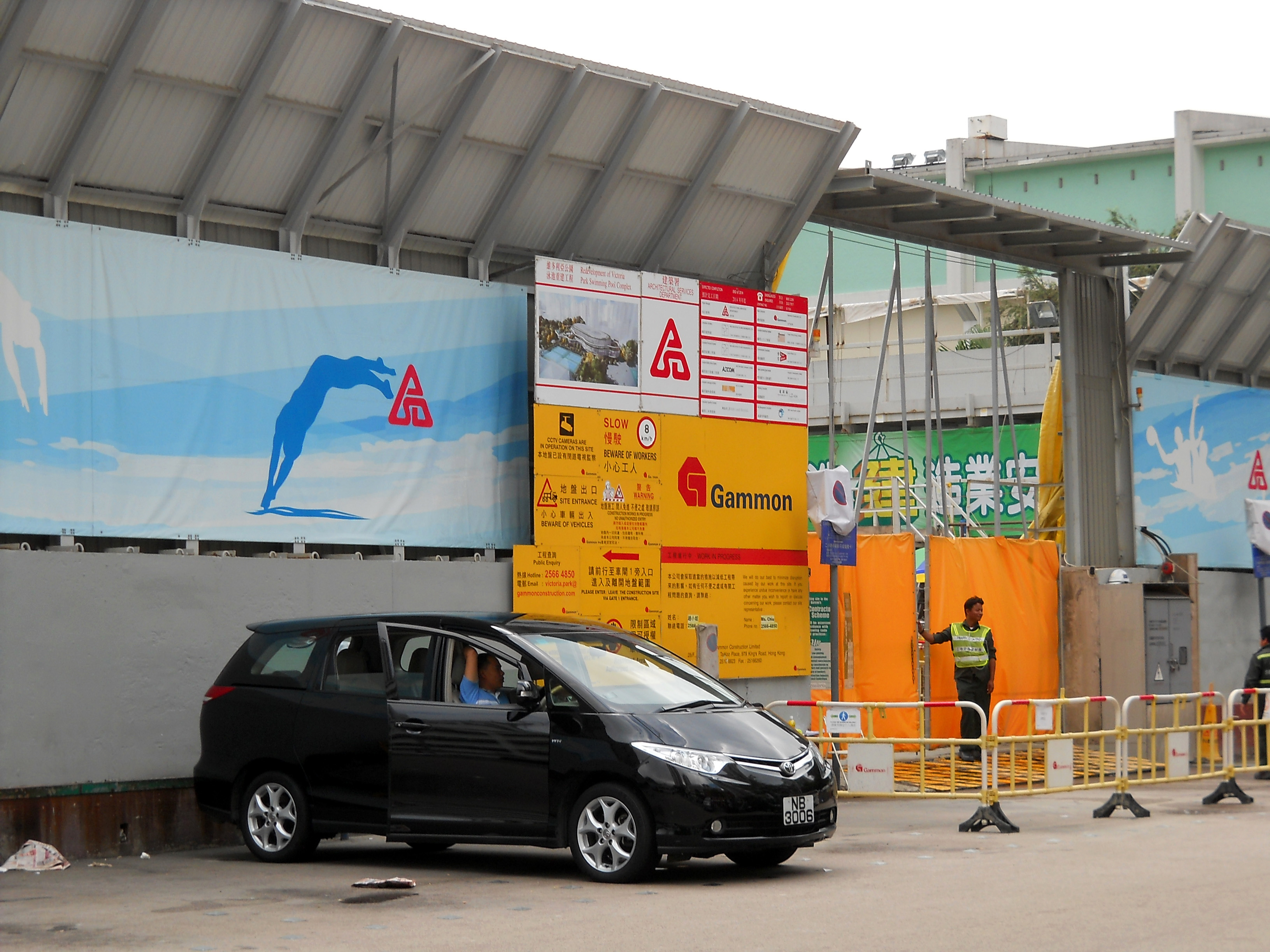
維多利亞公園游泳池重建地盤

由於維多利亞公園游泳池歷史悠久，其設施已經變得殘舊及過時，主池和訓練池均出現漏水等問題，使用氯氣消毒系統亦為過時標準，而更衣室設施亦不足夠，更缺乏殘疾人士設施。2001年11月起，民政事務局已經建議重建維多利亞公園游泳池。2008年，國家奧運跳水隊金牌選手在香港進行示範表演，但因場地不符合比賽標準，被迫移師到荃灣城門谷游泳池表演，並因彈板太長令運動員數次失手，加上彈板及高台不足，觀眾無緣欣賞雙人跳水表演，並影響到國家運動員的發揮。到了2009年4月，民政事務局向立法會民政事務委員會提交文件，建議重建維多利亞公園游泳池，當時預算工程款項為10億7400萬港元，並於5月20日提交立法會工務小組委員會，工程費用增至11億9770萬港元，並預計於2009年8月展開地盤預備工作，並於2009年11月展開主要的建造工程。第一期工程預計會在2012年12月完工，整項工程預計會在2014年12月完工。2009年6月4日，撥款獲得立法會通過。由於在東區並無標準室內暖水池，因此新場館有需要提升為具備室內暖水池，並且達到最新國際標準，以適宜舉辦本地、亞洲區及國際賽事。
重建工程於2009年8月展開，由金門建築承建，原定預計於2014年12月竣工，工地面積約24,000平方米，位於維多利亞公園東北角，按照2008年9月的價格水平計算，預算工程費用為10億7,400萬港元，實際為約8億港元；工程範圍包括在現有的9座網球場和1座滾軸溜冰場的位置上興建一座游泳場館。由於維多利亞公園游泳池是在香港島使用率極高的游泳池，於新場館落成後，才會拆除舊維多利亞公園游泳池。於新場館啟用後，舊址將會重置1座手球場、兩座滾軸溜冰場和園景區。在新場館更衣室落成後，亦會拆卸現時位於維多利亞公園網球中心北面的一座更衣室，並且將騰空的土地連同毗鄰的太極場改建為休憩用地。
2013年2月27日，財政司司長曾俊華透過《2013年至2014年度香港政府財政預算案》表示，新維多利亞公園游泳池預計於2013年第三季啟用。
2013年9月1至2日以及9月7日至8日，康樂文化事務署免費開放舊維多利亞公園游泳池予公眾參觀及對其告別，同時揀選了部份具有歷史價值及特色的物件以作保存，包括香港總督葛量洪當年揭幕時的牌匾及蕭游泳池對出矮石牆上的麻石磚等等，並且研究將部分物件在維多利亞公園適當位置重置。此外，康樂文化事務署正在籌備一個有關舊游泳池的照片和資料展覽以及準備製作短片，於同年稍後時間展示，供予公眾免費參觀。
新游泳池緊接於同月16日啟用。同月24日，康樂及文化事務署舉辦維多利亞公園游泳池開幕典禮，焦點項目是由4名奧林匹克運動會跳水項目中國代表金牌得主吳敏霞、何姿、陳若琳和秦凱聯同在第六屆東亞運動會中分別取得跳水項目銀牌及銅牌的香港代表謝震和陳琇麟，以及其他香港跳水代表隊成員示範；香港韻律泳代表隊亦有參與示範，並且設有香港精英運動員4乘50米短池游泳接力邀請賽等環節。

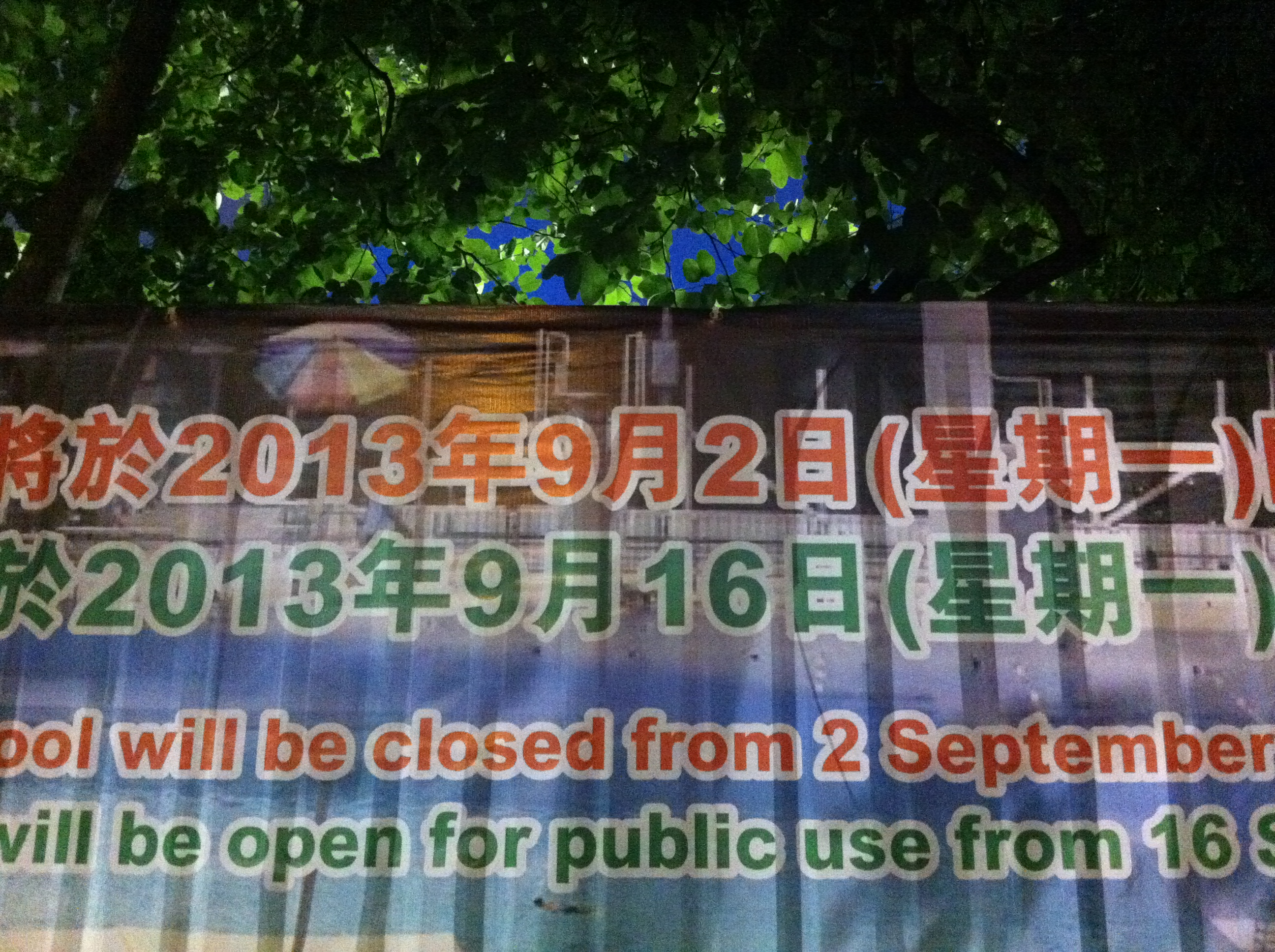
新維多利亞公園游泳池於2013年9月16日開幕。

2015年10月與2016年2月，有傳媒兩度揭發維多利亞公園游泳池於2013年斥資17萬港元安裝23部46英吋大屏幕，但僅於泳池開幕當日使用過一次後便閒置，其中15部更因受泳池潮濕環境影響故障，直接被拆除，其中八部調配至其他康樂場地，其餘安裝在泳池控制室、新聞發布室、召集室等六部屏幕則獲得保留。
2018年12月，有媒體報道1樓及U1樓層均設置園境區，但自落成至今從未對外開放。而西翼公眾席只在學校水運會或大型游泳比賽時才開放。康文署發言人指由於園景區空間較為狹窄，而且沒有座椅及遮蔭棚等休憩設施，故不適宜對外開放。稱會探討未來是否適宜開放，但未有解釋開放平台的準則。

## 設施

### 舊游泳池
- 標準主池，水深1至5米，5米位置設計用作高台跳水，後來發現跳水者有機會撞倒泳手，於1970年代增加設置跳水池，將游泳與跳水兩項活動分開。
- 訓練池
- 跳水池，於1970年代設置。
- 嬉水池
- 兒童遊樂池[21]
- 1,700座位觀眾席

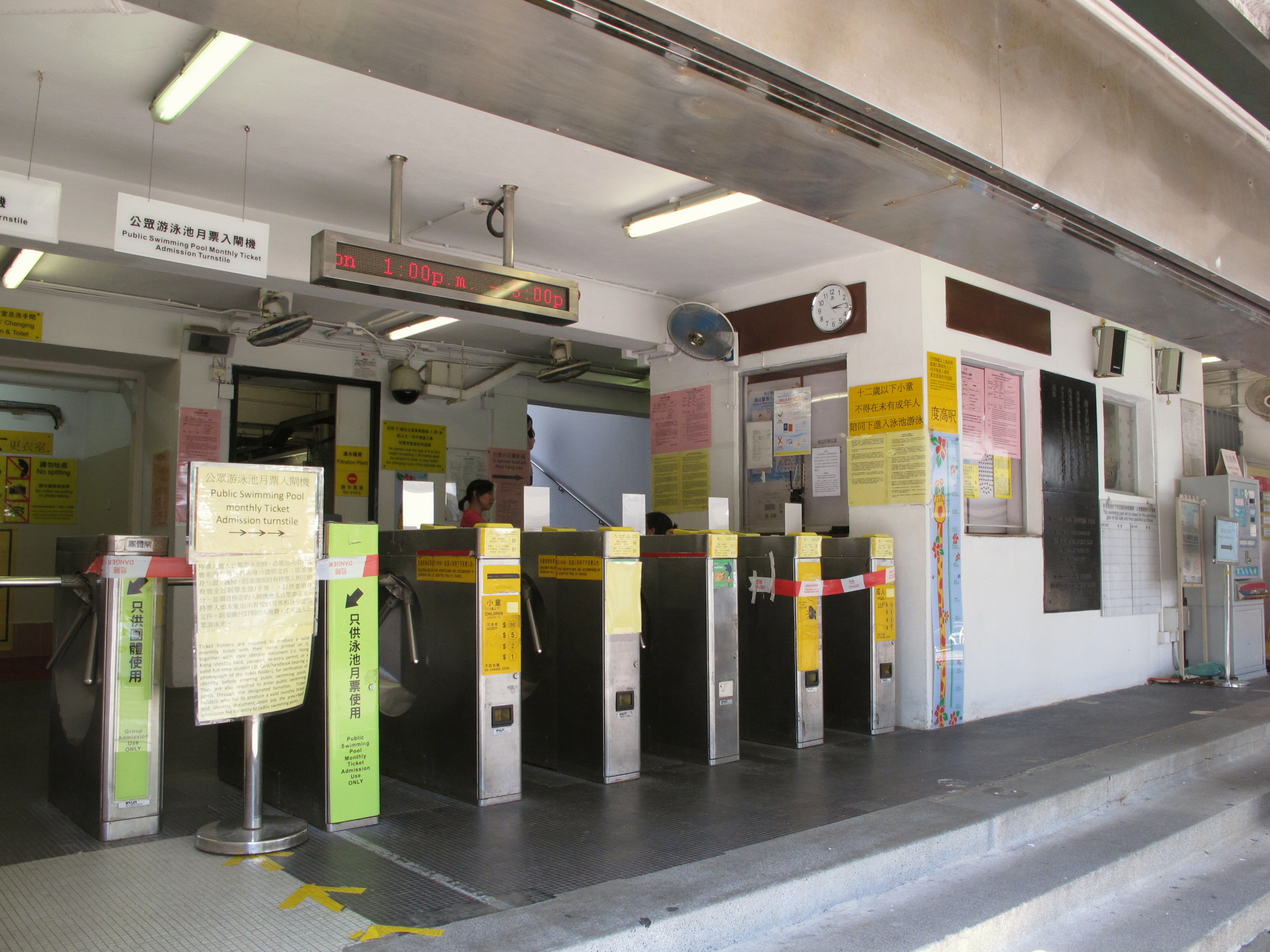
游泳池閘口
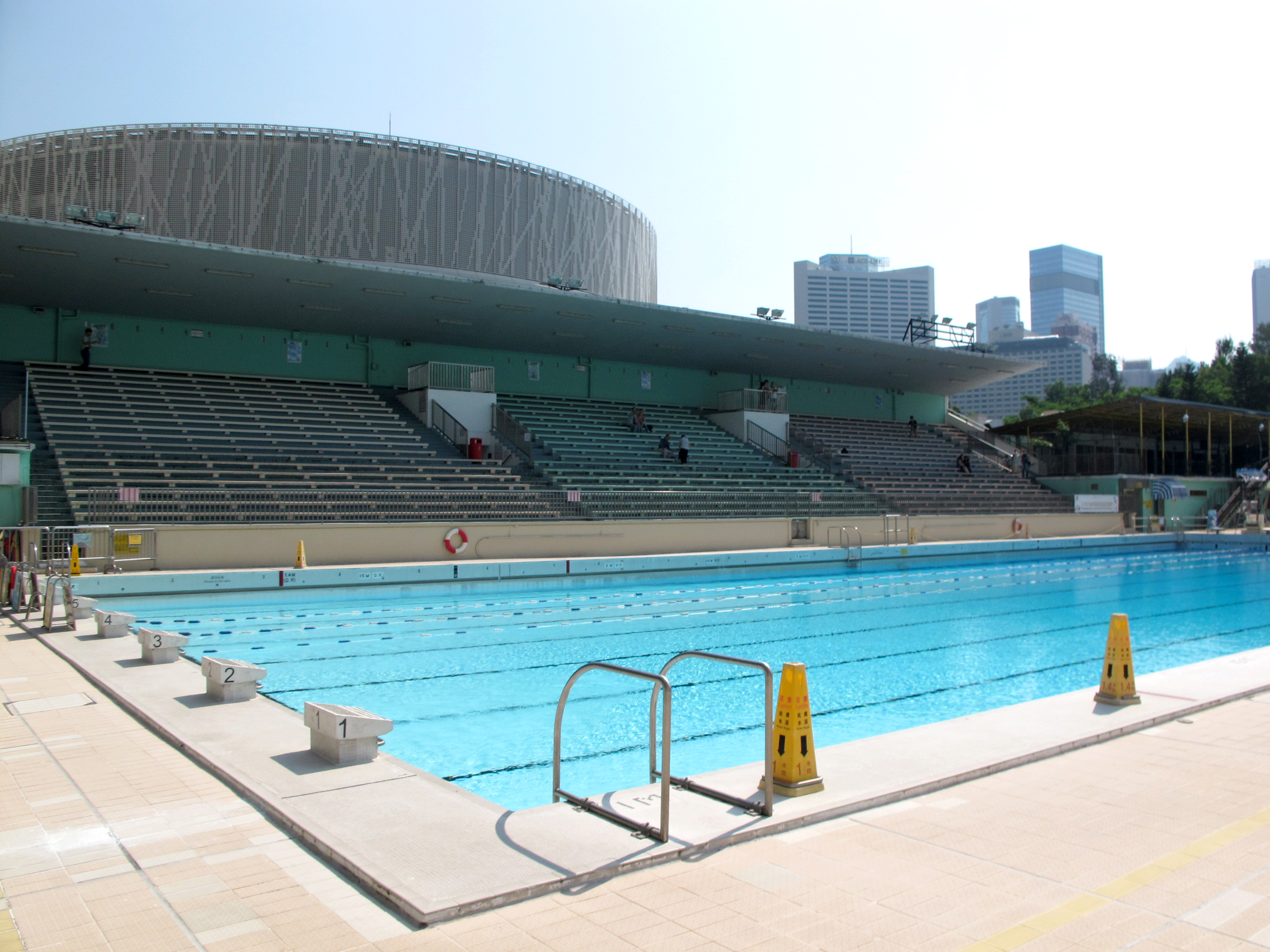
游泳池
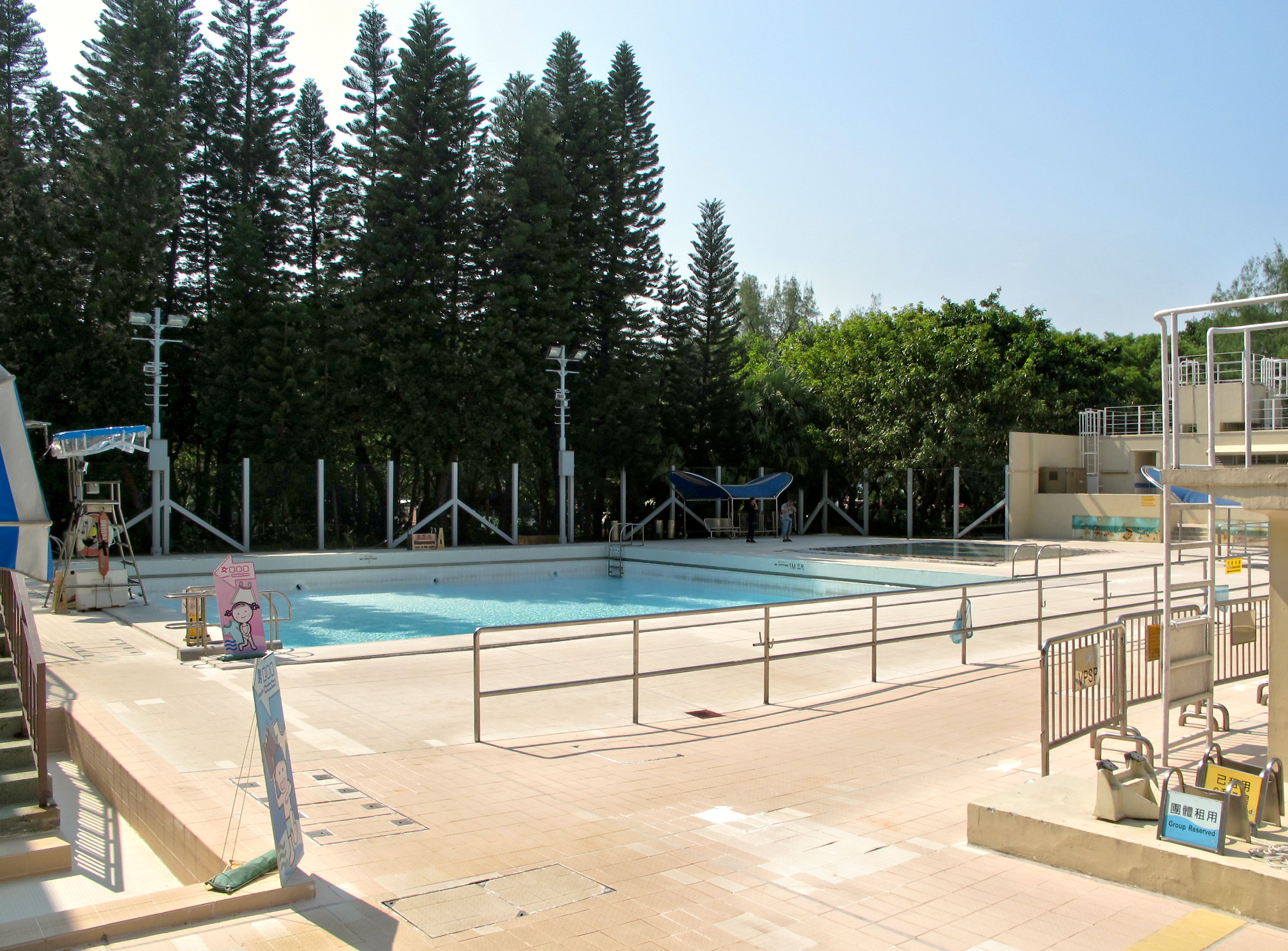
嬉水池
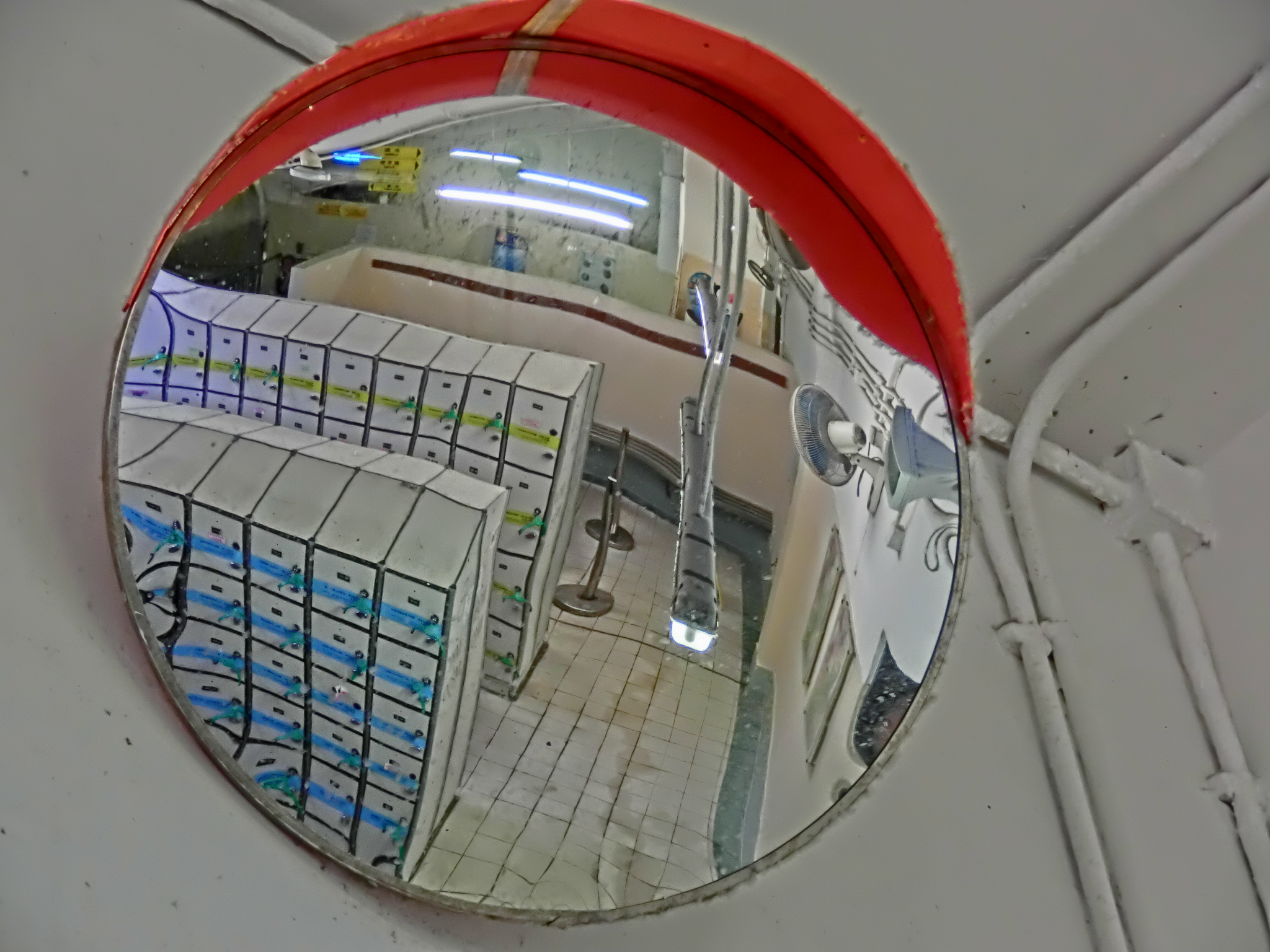
男更衣室
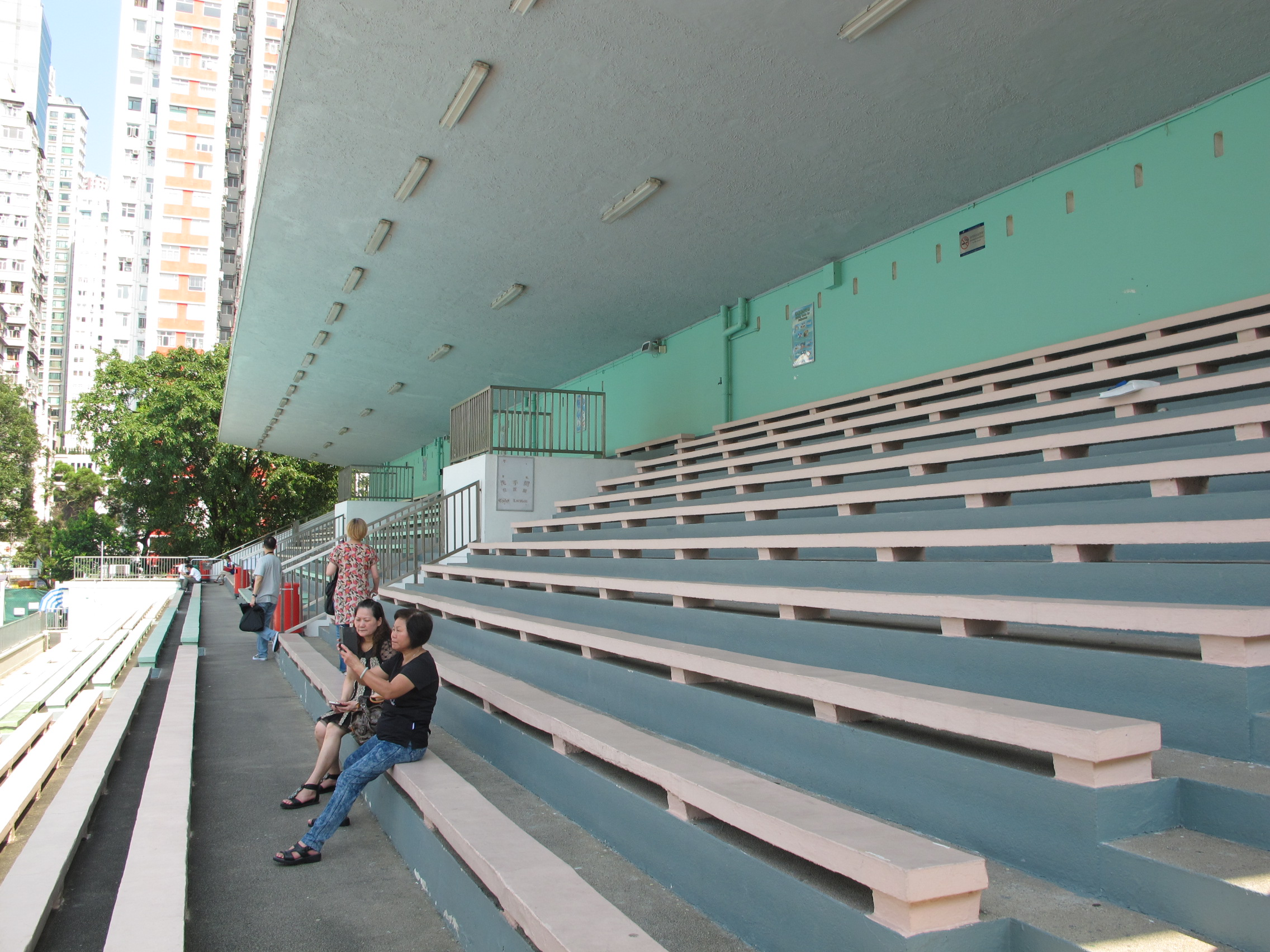
觀眾席
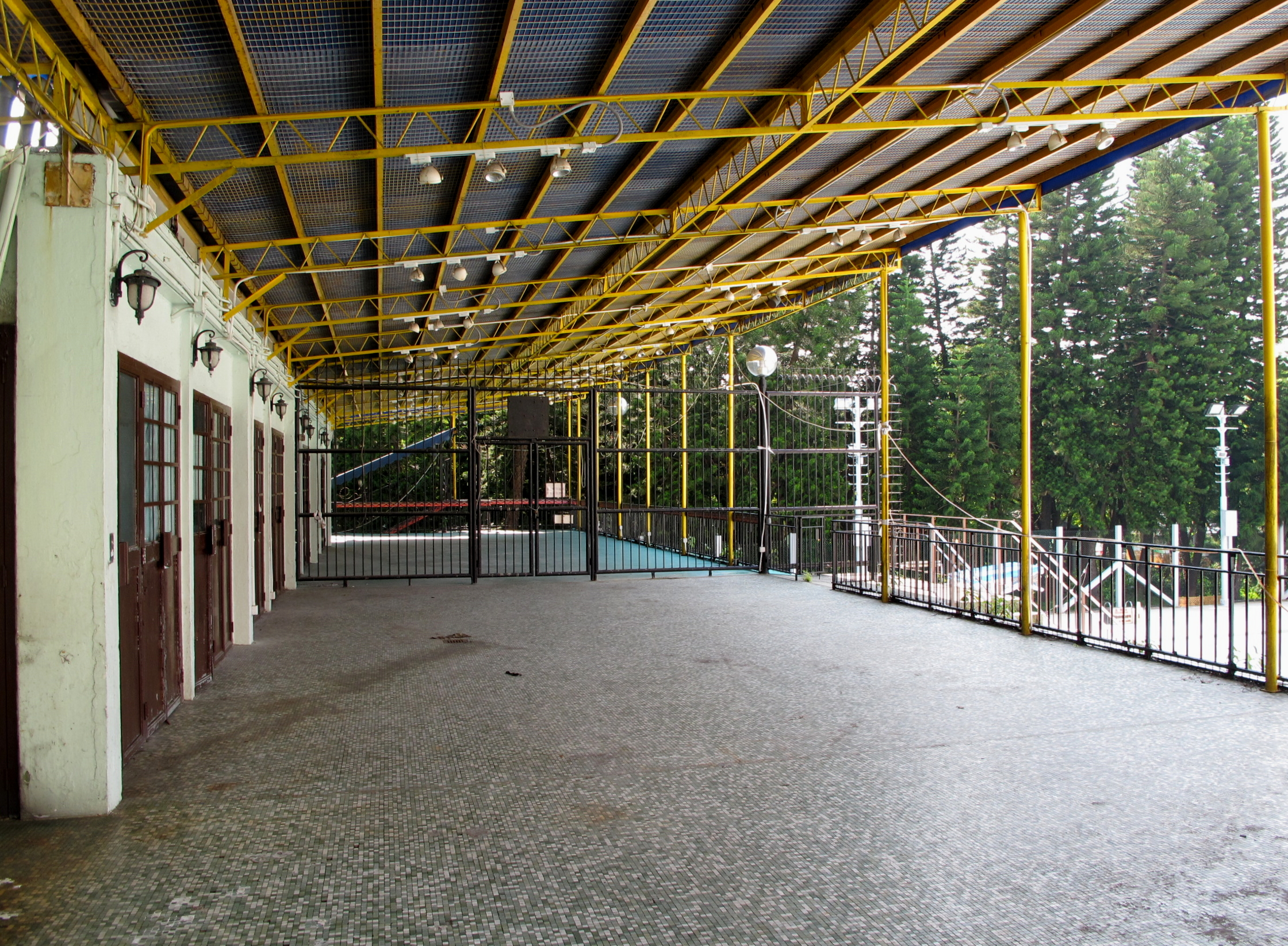
已結業多時的餐廳

### 新游泳池

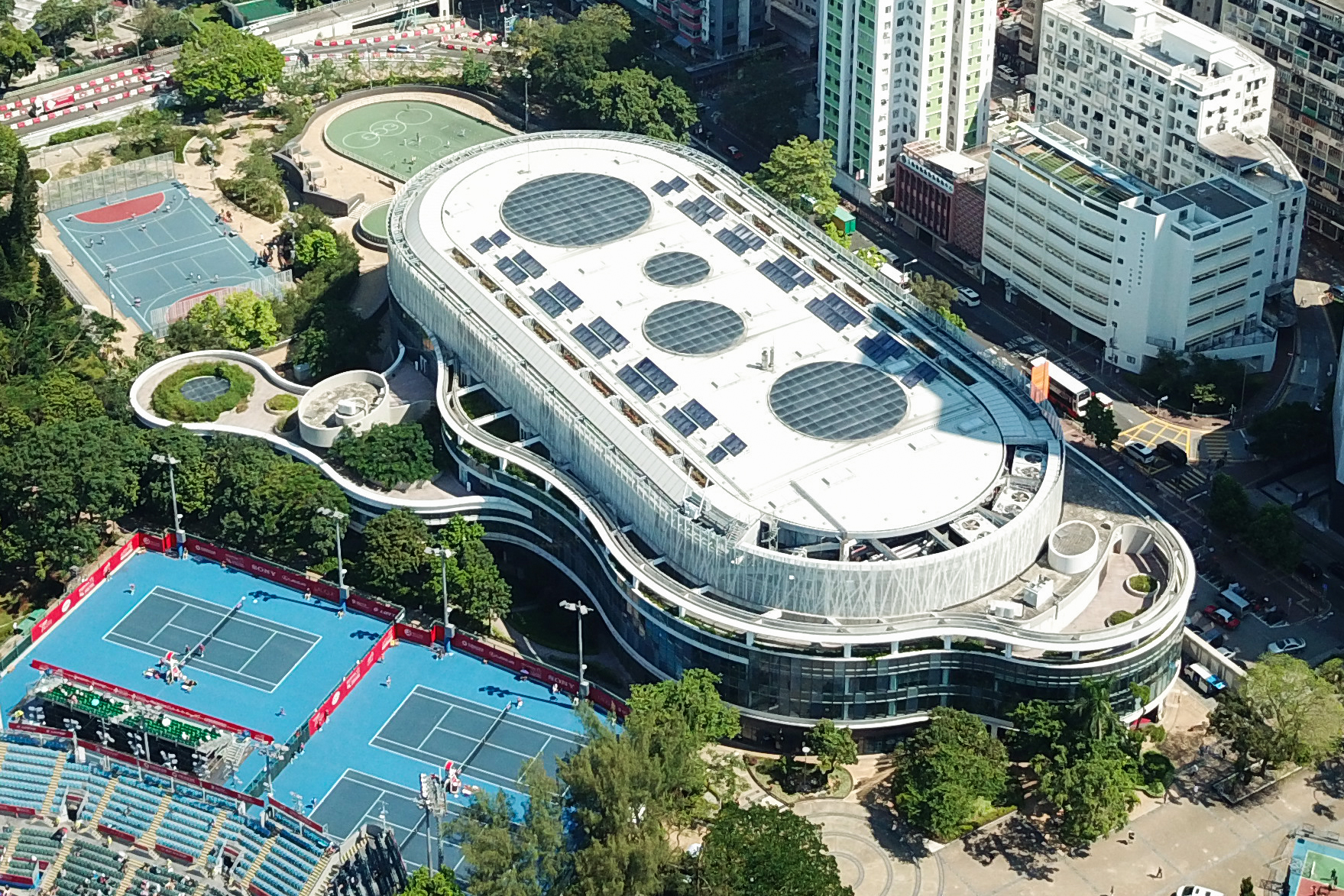
2013年啟用的新維多利亞公園游泳池

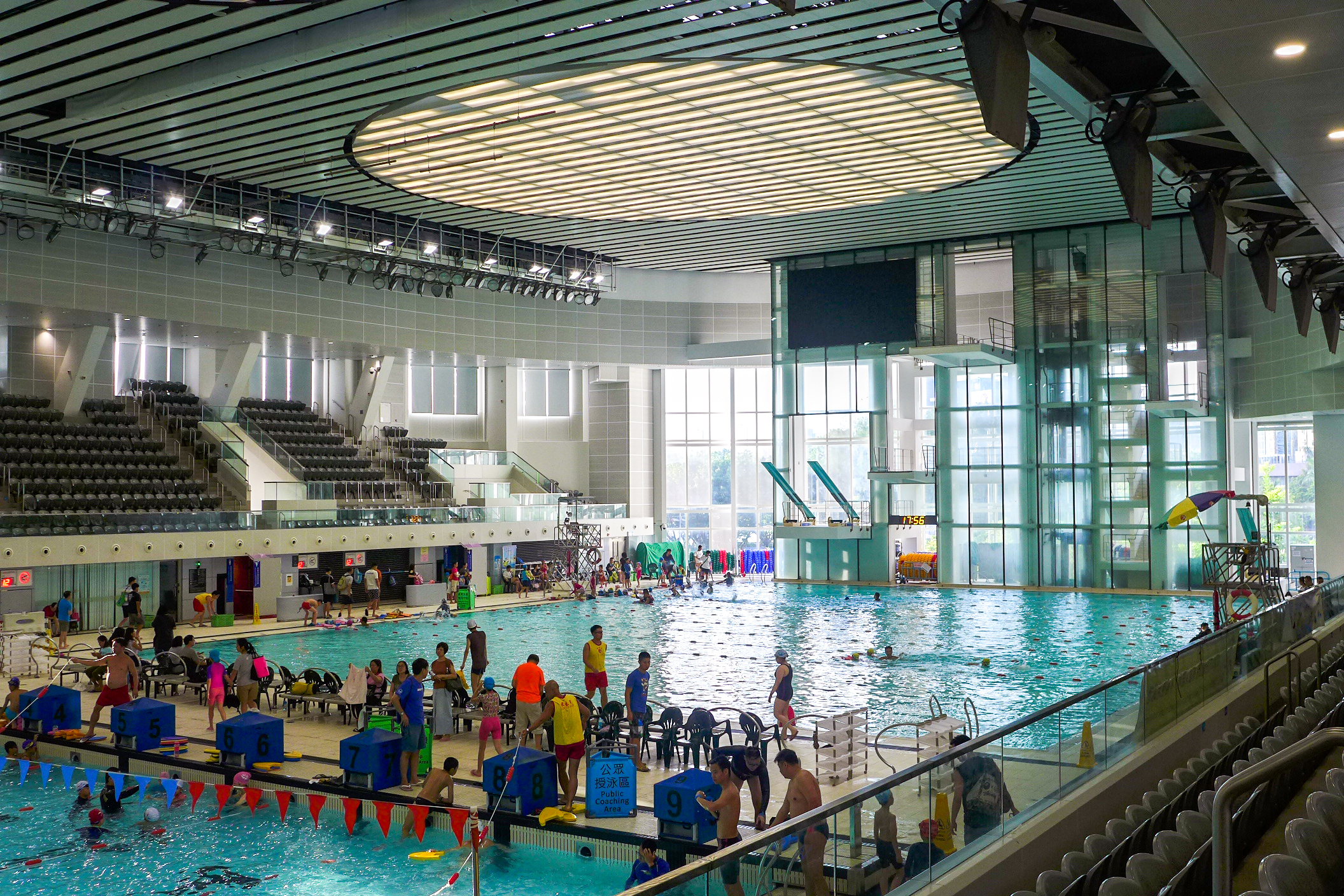
多用途泳池

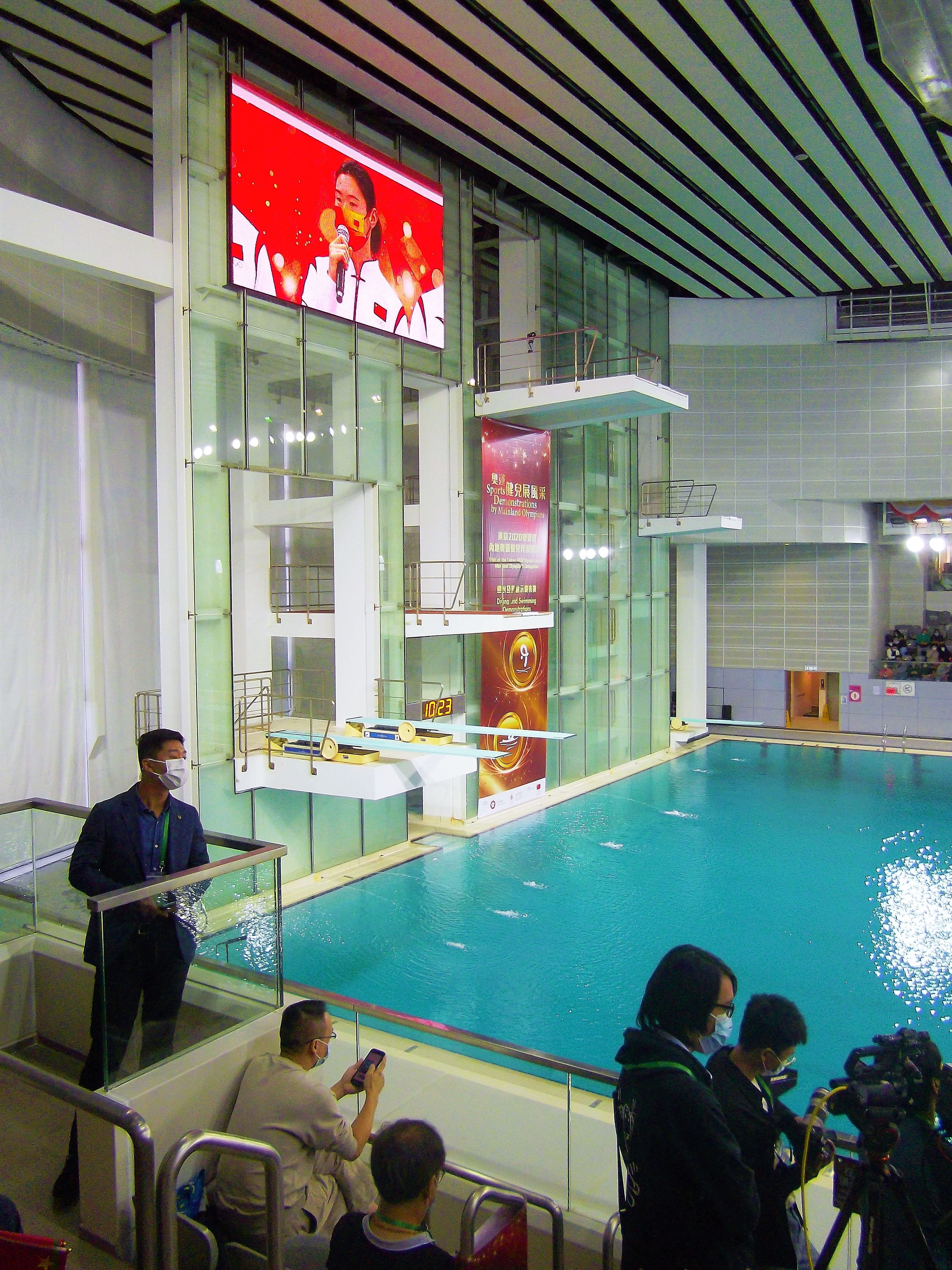
多層跳水台

- 標準主池，25米 x 50米，水深1.2至2米，池底備有升降板，可以調校兩邊水深。
- 多用途泳池，25米 x 33米，水深1.2至5米，池底備有升降板，可以調校水深。此外，設置多種高度的跳水台／跳板及供予運動員放鬆肌肉用途的按摩池。
- 2,500座位雙向觀眾席，分設於南北兩邊，全室內空調。

#### 環境保護
新游泳池設計符合環境保護，其流線型外牆設計保留了維多利亞公園多棵原有的大樹，建築為沿木而建，又以透孔圍板搭建，避免阻擋附近樓宇，增加透視視覺。場館頂部設備太陽能光伏板及熱水系統，每年可以節省25,000度電力，另外設備雨水循環系統。室內又以涼風系統取代空氣調節系統，空氣調節系統只在舉辦大型賽事時才啟動，平時則以窗口加強通風。新游泳池同時揉合綠化元素，周圍廣植樹木；樓頂共設4個圓形天窗以採納天然光。

## 禁煙安排
此場地全面禁煙。

## 開放時間
| 夏季開放時間表（4月中至10月）                                                                              | 夏季開放時間表（4月中至10月） | 夏季開放時間表（4月中至10月） |
| --- | ----------------------------- | ----------------------------- |
| 第一節：上午6時30分至中午12時                                                                              | 第二節：下午1時至5時          | 第三節：晚上6時至10時         |
| 暫停開放時間： 中午12時至下午1時及下午5時至6時                                                             |                               |                               |
| 冬季開放時間表（11月至翌年2月中）                                                                          |                               |                               |
| 第一節：上午6時30分至中午12時                                                                              | 第二節：下午1時至5時          | 第三節：晚上6時至10時         |
| 暫停開放時間： 中午12時至下午1時及下午5時至6時                                                             |                               |                               |
| 配合每年維修工程的暫停開放時間                                                                             |                               |                               |
| 2月14日至4月15日                                                                                           |                               |                               |
| 每周大清潔行動                                                                                             |                               |                               |
| 本公眾游泳池逢星期一進行一次大清潔行動，時間為上午10時至第二節開放時段完結為止，而泳池會於同日第三節重開。 |                               |                               |
| 防控2019冠狀病毒病疫情措施                                                                                 |                               |                               |
| 受2019冠狀病毒病香港疫情影響，康文署自2020年1月29日起關閉香港所有公共泳池。                                |                               |                               |

## 附近建築物
- 天后站
- 維多利亞公園
- 香港中央圖書館

## 致命事故
2018年8月17日早上約7時，一名87歲老婦在維園1.2米深的多用途訓練池被泳客發現遇溺，送院後不治。在2023年8月經過數天研訊後，裁定死於意外。裁判官林希維指涉案更分應編配 5 名救生員巡池，最後只得一人於案發時經過池邊，理應人手充足卻無人發現死者遇溺。法官亦指出案發時人手不符專家證人指出每個泳池「兩台兩巡」的基本要求，向康文署作出 6 項建議。家屬於庭外批評「康文署一啲紀律性行動都冇，但係救人最緊要係拯救，唔係之後嗰個急救」，指希望失職的救生員受紀律處分。

## 外部連結
- 康樂及文化事務署－維多利亞公園游泳池 （页面存档备份，存于）